# Internatio-Müller
Internatio-Müller (IM) was een conglomeraat van bedrijven die actief waren in de industriële dienstverlening. Het bedrijf was gevestigd in Rotterdam. Het bedrijf heeft bestaan van 1970 tot 2001 en werd voortgezet als Imtech en IMCD. Beide bedrijven hadden vestigingen wereldwijd.

## Geschiedenis
Internatio-Müller ontstond in 1970 uit een fusie van twee handelshuizen: Internatio, actief in handel en scheepvaart, werd opgericht in 1863 en ging in 1881 naar de beurs. Het handels- en scheepvaarthuis Wm H. Müller & Co werd opgericht in 1878. Beide bedrijven waren in de loop der tijd uitgegroeid tot conglomeraten die diverse aspecten van handel en industriële dienstverlening bestreken.
Omstreeks 1990 was Internatio-Müller een conglomeraat van meer dan 100 bedrijven.
Aan het eind van de 20e eeuw specialiseerde Internatio-Müller zich meer. In 1999 werd een groot aantal activiteiten verkocht met een totale omzet van 900 miljoen euro. Dit leverde een boekwinst op van 137 miljoen euro. De volgende onderdelen kwamen in andere handen:
- Interpharm werd verkocht aan Alliance Unichem
- Internatio Zuid-Afrika, een fabrikant van draden en fittingen
- Houthandel Carl Ossman
- Beddenfabrikant Sleepmaster
- Blikman & Sartorius, een agentschap voor de grafische industrie.

In 1993 was al Imtech geformeerd, het was een bundeling van 35 technische ondernemingen. Pas in 1998 werd de naam Imtech ook extern gevoerd. Begin 2000 besloot Internatio-Müller om zich te concentreren op industriële dienstverlening. Om in één keer een grote partij te worden, wilde het fuseren met Stork. Stork had nog te veel moeilijk te verkopen bedrijfsonderdelen en de fusie ging niet door.
In 1998 kocht Internatio-Müller de chemie distributie-activiteiten van British Petroleum in Engeland, Duitsland, Italië en Australië. Net als Internatio-Müller handelen deze bedrijven in chemicalien. Afnemers zijn producenten van farmaceutische artikelen, voedingswaren, cosmetica, papier en verf. Inclusief de nieuwe bedrijven verwachtte Internatio-Muller een jaaromzet te bereiken van ongeveer 1,4 miljard gulden. De activiteiten werden samengebundeld in Internatio-Müller Chemical Distribution (IMCD). In 2001 werd IMCD verkocht aan private-equity-investeerder Alpinvest. In 2005 nam AAC, een onderdeel van de ABN AMRO, het voor 300 miljoen euro over. Uiteindelijk kwam het in 2010 in handen van Bain Capital die er zo’n 650 miljoen euro voor heeft betaald. In 2010 had IMCD een omzet van zo’n 1 miljard euro en telde 1000 werknemers.
In 2001 verdween Internatio-Müller van de beurs en kwam Imtech ervoor in de plaats. In augustus 2015 ging Imtech failliet.

## Naslagwerk
- Imtech 1860 - 2010 De rijke geschiedenis van de Europese technische dienstverlener Imtech N.V. (dode link)